# British Independent Film Awards 2020
La cerimonia di premiazione della 23ª edizione dei British Independent Film Awards si è svolta il 18 febbraio 2021.
Le candidature sono state annunciate il 9 dicembre 2020 dagli attori Holliday Grainger e Michael Ward. Il film più candidato è stato Saint Maud, con 17 candidature.

## Vincitori e candidati
I vincitori sono indicati in grassetto, con a seguire in ordine alfabetico gli altri candidati:

### Miglior film indipendente britannico
- Rocks, regia di Sarah Gavron
- L'ombra della violenza (Calm with Horses), regia di Nick Rowland
- The Father - Nulla è come sembra (The Father), regia di Florian Zeller
- His House, regia di Remi Weekes
- Saint Maud, regia di Rose Glass

### Miglior regista
- Remi Weekes - His House
- Sarah Gavron - Rocks
- Rose Glass - Saint Maud
- Nick Rowland - L'ombra della violenza (Calm with Horses)
- Florian Zeller - The Father - Nulla è come sembra (The Father)

### Miglior attrice
- Wunmi Mosaku - His House
- Bukky Bakray - Rocks
- Morfydd Clark - Saint Maud
- Clare Dunne - La vita che verrà - Herself (Herself)
- Andrea Riseborough - Luxor

### Miglior attore
- Anthony Hopkins - The Father - Nulla è come sembra (The Father)
- Riz Ahmed - Mogul Mowgli
- Sope Dirisu - His House
- Amir El-Masry - Limbo
- Cosmo Jarvis - L'ombra della violenza (Calm with Horses)

### Miglior attrice non protagonista
- Kosar Ali - Rocks
- Niamh Algar - L'ombra della violenza (Calm with Horses)
- Jennifer Ehle - Saint Maud
- Ashley Madekwe - County Lines
- Fiona Shaw - Kindred

### Miglior attore non protagonista
- D’angelou Osei Kissiedu - Rocks
- Harris Dickinson - County Lines
- Barry Keoghan - L'ombra della violenza (Calm with Horses)
- Alyy Khan - Mogul Mowgli
- Merab Ninidze - Ironbark

### Miglior esordiente
- Kosar Ali - Rocks
- Niamh Algar - L'ombra della violenza (Calm with Horses)
- Conrad Khan - County Lines
- Frankie Box - Perfect 10
- Bukky Bakray - Rocks

### Premio Douglas Hickox al miglior regista esordiente
- Rose Glass - Saint Maud
- Henry Blake - County Lines
- Eva Riley - Perfect 10
- Nick Rowland - L'ombra della violenza (Calm with Horses)
- Remi Weekes - His House

### Miglior sceneggiatura
- Florian Zeller e Christopher Hampton - The Father - Nulla è come sembra (The Father)
- Rose Glass - Saint Maud
- Theresa Ikoko e Claire Wilson - Rocks
- Bassam Tariq e Riz Ahmed - Mogul Mowgli
- Remi Weekes - His House

### Miglior documentario britannico
- The Reason I Jump, regia di Jerry Rothwell
- The Australian Dream, regia di Daniel Gordon
- Being A Human Person, regia di Fred Scott
- Rising Phoenix - La storia delle paralimpiadi (Rising Phoenix), regia di Ian Bonhôte e Peter Ettedgui
- White Riot, regia di Rubika Shah

### Miglior film indipendente internazionale
- Nomadland, regia di Chloé Zhao (Stati Uniti d'America)
- Babyteeth, regia di Shannon Murphy (Australia)
- Mai raramente a volte sempre (Never Rarely Sometimes Always), regia di Eliza Hittman (Stati Uniti d'America)
- I miserabili (Les Misérables), regia di Ladj Ly (Francia)
- Notturno, regia di Gianfranco Rosi (Italia)

### Premio Discovery
- Perfect 10, regia di Eva Riley
- Justine, regia di Jamie Patterson
- Looted, regia di Rene van Pannevis
- One Man And His Shoes, regia di Yemi Bamiro
- Rose: A Love Story, regia di Jennifer Sheridan

### Miglior cortometraggio britannico
- The Long Goodbye, regia di Aneil Karia
- Filipiñana, regia di Rafael Manuel
- The Forgotten C, regia di Molly Manning Walker
- Mandem, regia di John Ogunmuyiwa
- Sudden Light, regia di Sophie Littman

### Miglior produttore rivelazione
- Irune Gurtubai - Limbo
- Douglas Cox - Host
- Daniel Emmerson - L'ombra della violenza (Calm with Horses)
- Oliver Kassman - Saint Maud
- Edward King e Martin Gentles - His House

### Miglior sceneggiatura d'esordio
- Riz Ahmed - Mogul Mowgli
- Rose Glass - Saint Maud
- Theresa Ikoko e Claire Wilson - Rocks
- Joe Murtagh - L'ombra della violenza (Calm with Horses)
- Remi Weekes - His House

### Miglior casting
- Lucy Pardee - Rocks
- Shaheen Baig - L'ombra della violenza (Calm with Horses)
- Kharmel Cochrane - Saint Maud
- Carmen Cuba - His House
- Dan Jackson - Limbo

### Miglior fotografia
- Ben Fordesman - Saint Maud
- Nick Cooke - Limbo
- Hélène Louvart - Rocks
- Annika Summerson - Mogul Mowgli
- Jo Willems - His House

### Migliori costumi
- Charlotte Walter - Il concorso (Misbehaviour)
- Michele Clapton – Il giardino segreto (The Secret Garden)
- Ruka Johnson - Rocks
- Tina Kalivas - Saint Maud
- Michael O'Connor - Ammonite - Sopra un'onda del mare (Ammonite)

### Miglior montaggio
- Giōrgos Lamprinos - The Father - Nulla è come sembra (The Father)
- Julia Bloch - His House
- Maya Maffioli - Rocks
- Brenna Rangott - Host
- Mark Towns - Saint Maud

### Miglior trucco e acconciature
- Jill Sweeney - Il concorso (Misbehaviour)
- Jacquetta Levon - Saint Maud
- Sharon A. Martin - His House
- Ivana Primorac - Ammonite - Sopra un'onda del mare (Ammonite)
- Nora Robertson - Rocks

### Migliori musiche
- Paul Corley - Mogul Mowgli
- Roque Baños - His House
- Nainita Desai - The Reason I Jump
- Connie Farr ed Emilie Levienaise-Farrouch - Rocks
- Adam Janota Bzowski - Saint Maud

### Miglior scenografia
- Jacqueline Abrahams - His House
- Cristina Casali - Il concorso (Misbehaviour)
- Peter Francis - The Father - Nulla è come sembra (The Father)
- Marketa Korinkova ed Elo Soode - Undergods
- Paulina Rzeszowska - Saint Maud

### Miglior sonoro
- Nick Ryan, Ben Baird e Sara de Oliveira Lima - The Reason I Jump
- Adrian Bell, Glenn Freemantle, Frank Kruse, Brendan Nicholson e Richard Pryke - His House
- Paul Davies - Saint Maud
- Paul Davies, Robert Farr, Nigel Albermaniche e Ian Morgan - Mogul Mowgli
- Calum Sample - Host

### Migliori effetti speciali
- Pedro Sabrosa e Stefano Pepin - His House
- Agnes Asplund e Martin Malmqvist - Undergods
- Scott Macintyre, Bariş Kareli e Kristyan Mallett - Saint Maud